# Acacia erythrocalyx
Acacia erythrocalyx är en ärtväxtart som beskrevs av John Patrick Micklethwait Brenan. Acacia erythrocalyx ingår i släktet akacior, och familjen ärtväxter. Inga underarter finns listade i Catalogue of Life.